# Evangelos Moras
Evangelos „Vangelis“ Moras (griechisch Ευάγγελος „Βαγγέλης“ Μόρας, * 26. August 1981 in Larisa) ist ein griechischer ehemaliger Fußballspieler.

## Karriere

### Verein
Evangelos Moras begann seine Profikarriere im Jahr 1999 bei AE Larisa in der dritthöchsten griechischen Spielklasse, der Gamma Ethniki. Nachdem er sich in seiner Debütsaison nicht durchsetzen konnte, erhielt er in der Spielzeit 2000/01 regelmäßige Einsätze bei Larisa. Nach zwei Jahren bei Larisa verließ er den Verein und schloss sich AO Proodeftiki an. Nachdem er zehn Partien in der folgenden Spielzeit für Proodeftiki bestritten hatte, konnte er mit der Mannschaft zum Saisonende in die Beta Ethniki aufsteigen. Ein Jahr später gelang der nächste Aufstieg und Moras konnte mit dem Team in die Super League aufsteigen.
Der Verein wurde jedoch im Jahr 2003 wegen Zahlungsunfähigkeit zum Abstieg verurteilt und der Abwehrspieler unterschrieb darauf einen Vertrag bei AEK Athen. In Athen konnte er sich schnell in der Innenverteidigung der Hauptstädter etablieren und lief in vier Jahren in insgesamt 72 Ligapartien für den Sportverein auf. Im Sommer 2007 verließ er Griechenland und wechselte zum italienischen Verein FC Bologna. Seine erste Saison mit den Emilianern bestritt er noch in der Serie B, doch nach einem Jahr gelang der Aufstieg in die höchste italienische Spielklasse. In der Spielzeit 2008/09 gelang es ihm endgültig, sich als wichtiger Bestandteil der Mannschaft aufzudrängen. Er lief in 31 Partien für Bologna auf und erzielte zwei Treffer. Zusammen mit Andrea Raggi und Daniele Portanova bildet er in der Saison 2009/10 die Abwehr der Emilianer. Nach kurzen Gastspielen bei Swansea City und dem AC Cesena spielte ab Sommer 2012 vier Jahre lang für Hellas Verona. Weitere Stationen waren der AS Bari und Panetolikos. Seit Januar 2018 steht er wieder bei seinem Heimatverein AE Larisa unter Vertrag.

### Nationalmannschaft
Moras debütierte am 11. Februar 2009 im Freundschaftsspiel gegen Dänemark für die griechische Nationalmannschaft. Am 1. April 2009 absolvierte er im Heimspiel gegen Israel zur Qualifikation der Weltmeisterschaft 2010 sein erstes Pflichtspiel für die Griechen. Bis 2016 bestritt er insgesamt 26 Länderspiele, ein Tor gelang ihm dabei nicht.